# Lego Vidiyo
Lego Vidiyo er en produktlinje produceret af den danske legetøjskoncern LEGO, der blev introduceret i 2021. den lod børn lave deres egne musikvideoer ved hjælp af en række Lego legetøjssæt, og en tilhørende app. Den havde licens fra Universal Music Group. Temaet blev introduceret i begyndelsen af 2021, men blev udfaset allerede i juli samme år.